# Ева Мари Сејнт
Ева Мари Сејнт (енгл. Eva Marie Saint; Њуарк, 4. јул 1924) је америчка глумица.

## Филмографија
| Улоге Ева Мари Сејнт |                     |               |           |          |
| Година               | Српски назив        | Изворни назив | Улога     | Напомена |
| 1954.                | На доковима Њујорка |               | Еди Дојл  |          |
| 1959.                | Север-северозапад   |               | Ив Кендал |          |